# 18丁目駅 (IRTブロードウェイ-7番街線)
18丁目駅（18ちょうめえき、英: 18th Street）は、ニューヨーク市地下鉄IRTブロードウェイ-7番街線の駅である。マンハッタン区チェルシーの7番街と西18丁目の交差点に位置し、1系統が終日、2系統が深夜のみ停車する。

## 駅構造
| G                  | 地上階                         | 出入口 |
| P プラットホーム階 | 相対式ホーム、右側のドアが開く | 相対式ホーム、右側のドアが開く                                                                                  |
| P プラットホーム階 | 北行緩行線                     | ← ヴァン・コートラント・パーク-242丁目駅行き（23丁目駅） ← 深夜帯：ウェイクフィールド-241丁目駅行き（23丁目駅） |
| P プラットホーム階 | 北行急行線                     | ← 通過 |
| P プラットホーム階 | 南行急行線                     | → 通過 → |
| P プラットホーム階 | 南行緩行線                     | → サウス・フェリー駅行き（14丁目駅）→ 深夜帯：ブルックリン・カレッジ駅行き（14丁目駅）→                         |
| P プラットホーム階 | 相対式ホーム、右側のドアが開く | |

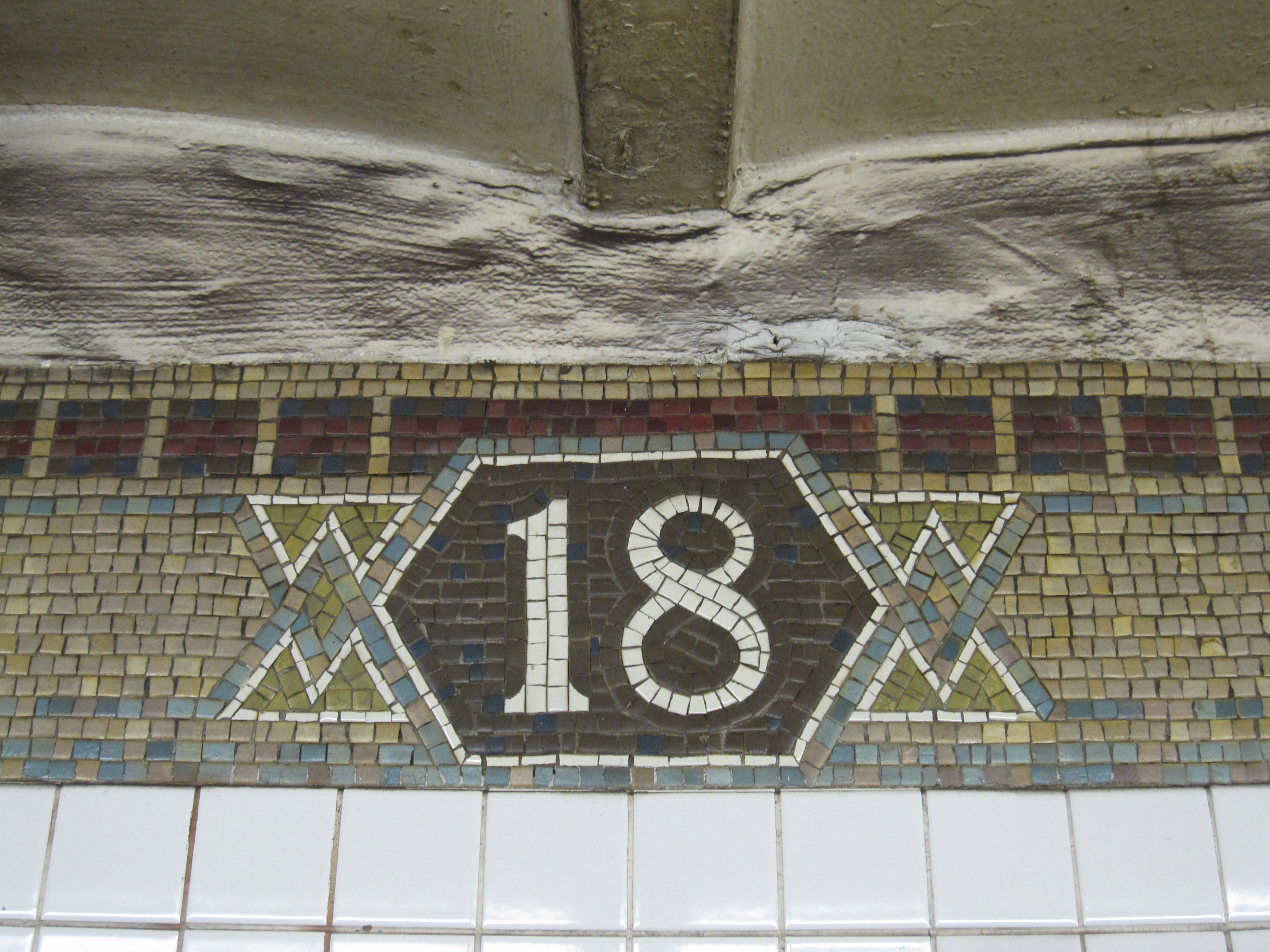
"18"と描かれたカルトゥーシュ

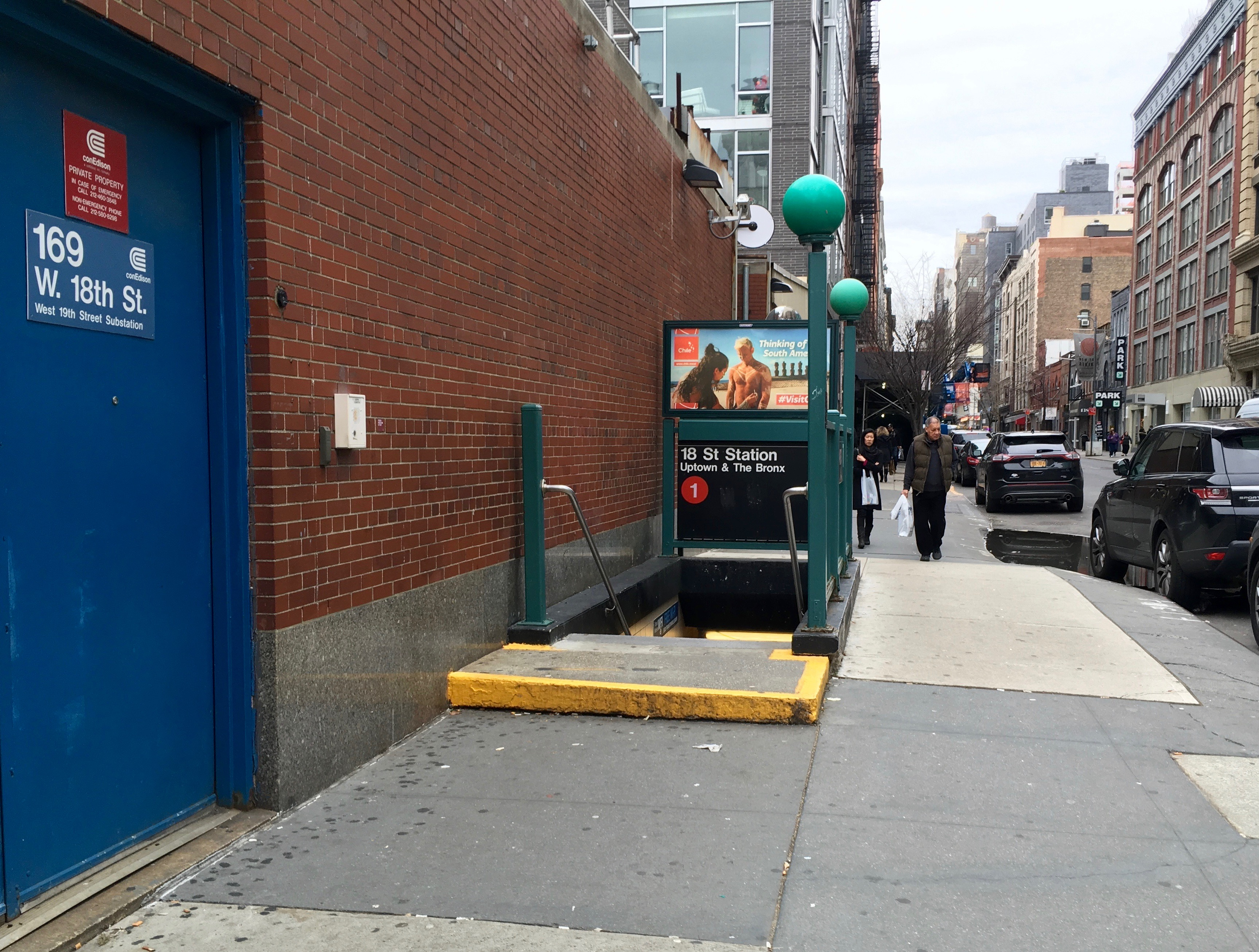
7番街と18丁目の交差点北東の階段

駅は1918年7月1日、ブロードウェイ-7番街線が34丁目-ペン・ステーション駅からサウス・フェリー・ループス駅およびウォール・ストリート駅まで延伸した際に開業した。相対式ホーム2面と緩行線2線・急行線2線を有した2面4線の地下駅で、中央の急行線は深夜帯以外に2系統及び3系統が通過している。駅は1991年から1992年にかけて改装工事が行われた後も開業当初のタイルワークが残されている。なお、アートワークは一切ない。

### 出入口
駅には南北ホーム北端と中央にそれぞれ独立して計4箇所に改札口があり、ホーム間連絡通路はない。中央の改札口は南北ホーム共に有人で回転式改札機ときっぷ売り場、地上への階段2つがある。北行ホームからは7番街と西18丁目の交差点北東・南東に、南行ホームからは同交差点北西・南西に出ることができる。
南北ホーム北端の改札口には緊急時用のゲートと出場専用改札機、地上への階段1つがあり、北行ホームからは7番街と西19丁目の交差点北東に、南行ホームからは同交差点北西に出ることができる。

## 外部リンク

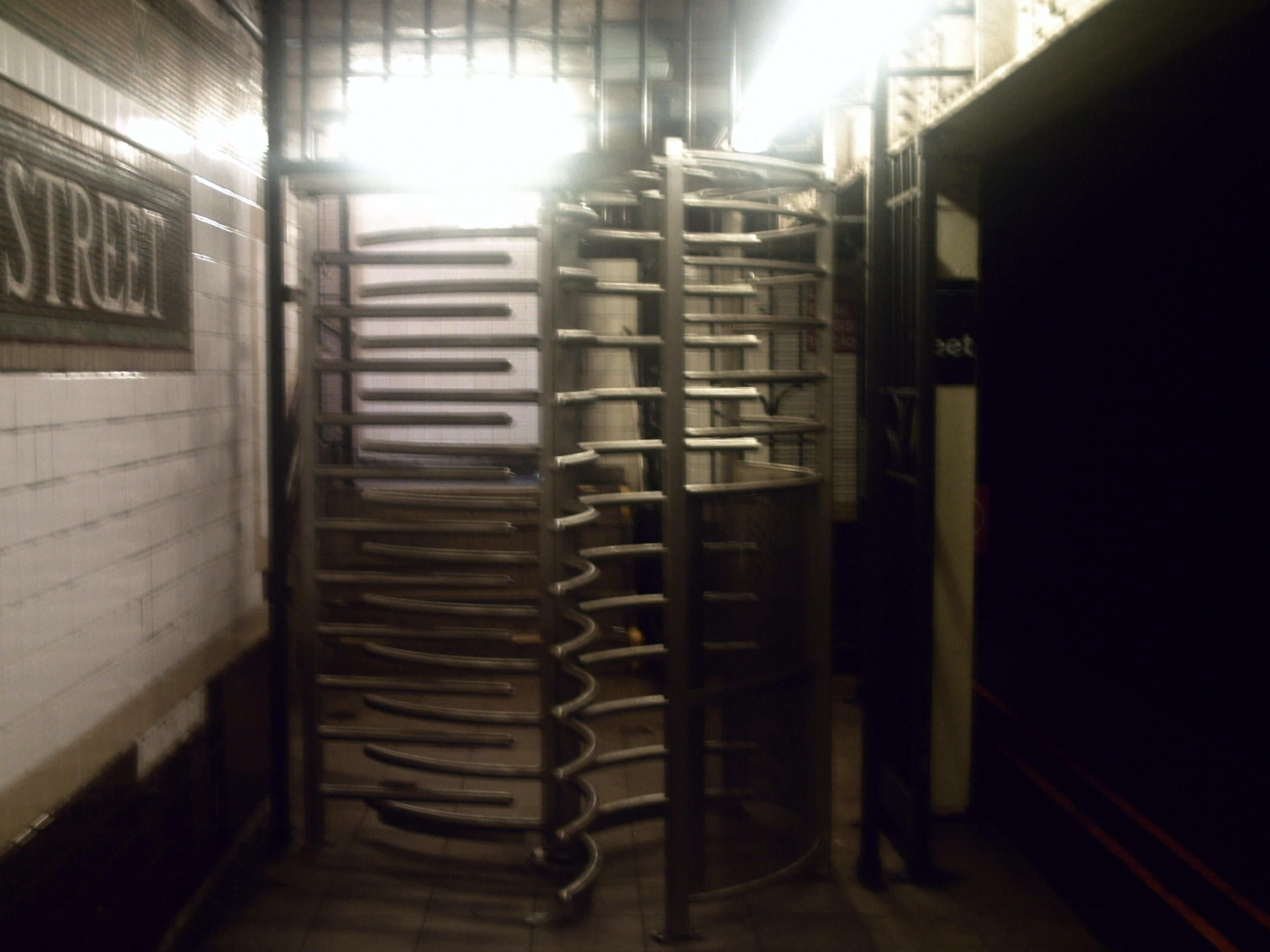
南行ホームにある出口専用改札